# Disidencias de las FARC-EP
Las disidencias de las FARC-EP son clasificadas por el gobierno de Colombia como Grupos Armados Organizados Residuales (GAOR), son organizaciones armadas insurgentes conformadas inicialmente por algunos excombatientes de las Fuerzas Armadas Revolucionarias de Colombia-Ejército del Pueblo (FARC-EP), cuyos miembros no se acogieron al acuerdo de paz entre el gobierno colombiano y las FARC-EP y volvieron a las armas, conformando estos grupos como actores del conflicto armado interno colombiano, para el control territorial y actividades ilegales en sus zonas de influencia tales como la extorsión, narcotráfico y la minería ilegal. Estos no tienen reconocimiento político del gobierno colombiano ni del Partido Político Comunes, conformado por los exguerrilleros de las FARC-EP que sí se desmovilizaron y reincorporaron a la vida civil. En 2021 fueron declaradas como grupos terroristas por el Gobierno de Estados Unidos. Según un informe oficial del Instituto de estudios para el desarrollo y la paz (Indepaz) emitido en octubre de 2021, la guerrilla de las disidencias de las FARC-EP rondaría con un ejército aproximado de 5500 combatientes compuesta por unas 34 estructuras. Además ejercen presencia en 123 municipios. Sin embargo, en otras informaciones se habla de que tendrían hasta 7000 miembros activos. Actualmente algunos de estos grupos se encuentran en cese al fuego con el gobierno de Gustavo Petro. A la espera de instalación de la mesa de diálogos con el gobierno colombiano.
Algunos de estos grupos se han declarado como de ideología marxista, leninista, socialista.[cita requerida] 

## Historia

### Antecedentes
La primera disidencia importante de las FARC-EP surgió en 1982, llamada Comando Ricardo Franco Frente Sur y estuvo activa hasta finales de los años 80, fue la responsable de la Masacre de Tacueyó en 1985, ejecutada por Hernando Pizarro Leongómez y José Fedor Rey 'Javier Delgado'.

### Proceso y acuerdo de paz entre el gobierno colombiano y las FARC-EP
El primer frente en abandonar los procesos de paz Frente 1 Armando Ríos de las FARC-EP, liderado por Iván Mordisco, los cuales justificaron su regreso a las armas debido a la poca voluntad de paz que veían por parte del gobierno, pero también la desigualdad entre la población, el avance del paramilitarismo y la situación de riesgo que enfrentan varios exguerrilleros. En un comunicado, el 6 de julio de 2016, declaró:  “Hemos decidido no desmovilizarnos, continuaremos la lucha por la toma del poder por el pueblo y para el pueblo; independientemente de la decisión que tomen el resto de integrantes de la organización guerrillera. Respetamos la decisión de quienes desistan de la lucha armada, dejen las armas y se reincorporen a la vida civil, no los consideramos nuestros enemigos”.
Las FARC-EP rápidamente se desvincularon del frente disidente. A pesar de participar activamente en el narcotráfico, varios frentes disidentes siguen escribiendo comunicados reivindicándose como una guerrilla y reclamando estatus político. Algunos ex guerrilleros ven la firma de los acuerdos de paz como un acuerdo en lo que varios puntos salieron mal, tales como las demandas no cumplidas a los excombatientes, el incumplimiento del Gobierno del acuerdo sobre seguridad y protección para los desmovilizados, la "renuncia a los principios de las antiguas FARC-EP" del partido "Partido de la Rosa", y el narcotráfico, abusos sexuales y violencia contra los civiles en el seno de las FARC-EP.

### Después del Acuerdo de paz

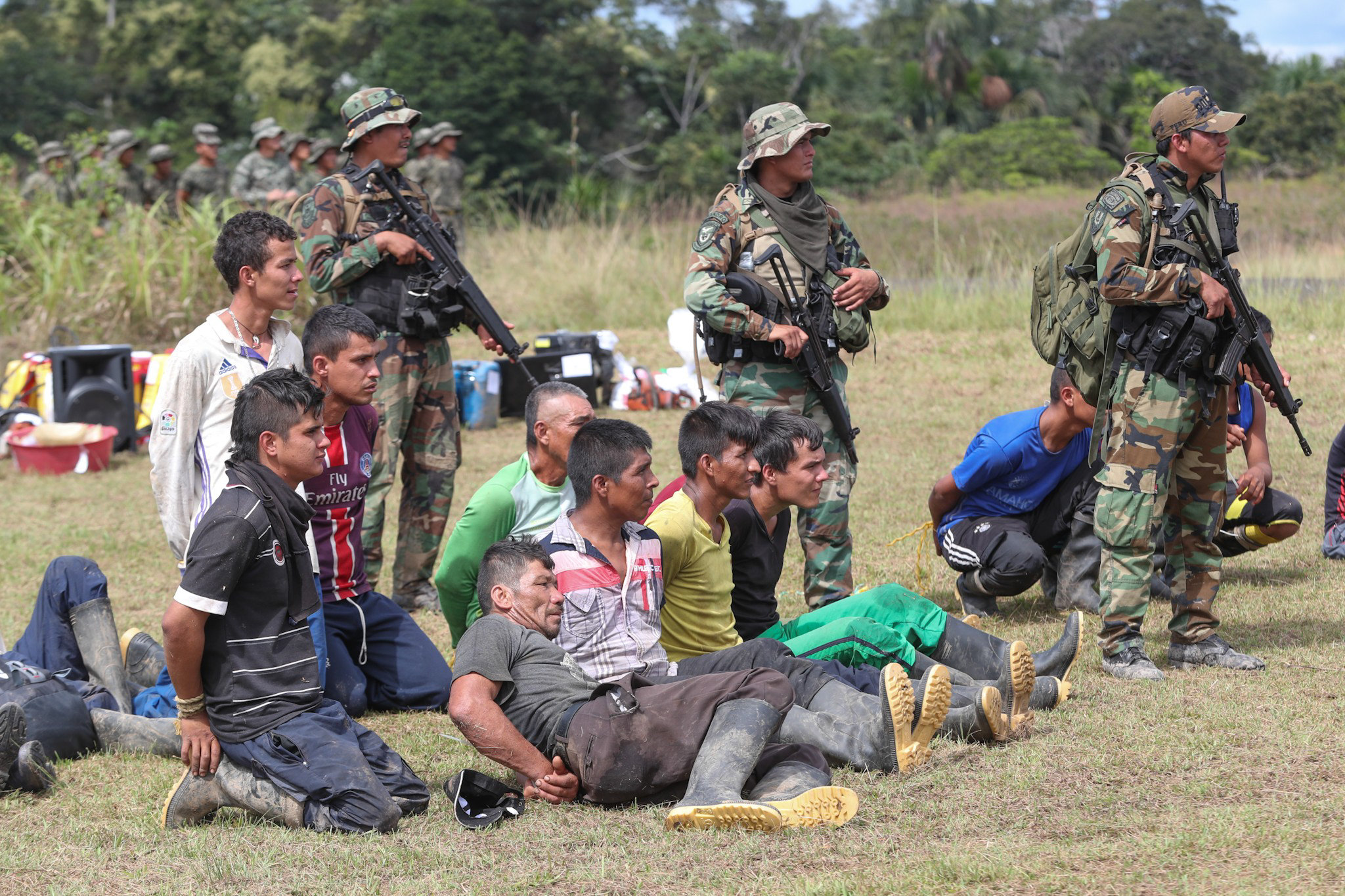
Miembros de las disidencias detenidos en la provincia de Putumayo, departamento de Loreto por el Ejército del Perú en la frontera con Colombia.

#### Frente Oliver Sinisterra
Alias Guacho y sus hombres (400 aproximadamente) se declararon en disidencia después de la firma de los acuerdos de paz, escapando de las zonas donde se suponía que dejarían sus armas. No obstante, el Frente Oliver Sinisterra empezó a operar desde mucho antes del final la guerra entre las FARC-EP y el gobierno de Colombia. Su oleada de ataques contra las Fuerzas Armadas del Ecuador por la cooperación antiterrorista de este país con Colombia (secuestro y asesinato de 3 periodistas del diario El Comercio de Ecuador y secuestro y asesinato de los ciudadanos ecuatorianos Óscar Villacís y Katty Velasco), sumado a la muerte de 3 investigadores del CTI de la Fiscalía de Colombia, provocando combates y operativos contra esta estructura, al parecer aliada con el Cártel de Sinaloa, convirtiéndose también en el brazo armado en Colombia de la organización criminal mexicana. Alias Guacho fue abatido el 21 de diciembre de 2018,en la Operación David, como parte de la Operación Hércules  del Ejército Nacional, la Policía Nacional y el CTI de la Fiscalía en Llorente (distrito de Tumaco), Nariño. En 2020, es desintegrado el FOS cambiando su nombre a Bloque Occidental Alfonso Cano, parte de la Segunda Marquetalia. 

#### Estado Mayor Central
Surgieron disidencias antes de la firma del acuerdo de paz por parte del Frente 1 de las FARC-EP comandados por Gentil Duarte, con reductos de los Frentes 3, 7, 10, 14, 15, 17, 32, 40, 48, 49, 62, 63 y de las Columnas Acacio Medina y Teófilo Forero, en el sur del país, retomando el control de actividades ilegales como el narcotráfico. Posteriormente, se le sumaron distintos grupos independientes de disidencias en la Orinoquía y de Cauca, Nariño y Arauca, además de la Región del Catatumbo (Norte de Santander), buscando el control del narcotráfico en estas zonas (aunque en sus comunicados claman estar de vuelta por "razones ideológicas"). La Fundación Conflict Responses sostiene que no había una unidad de mando subordinada entre las estructuras, sino una especie de cooperación.
El 10 de junio de 2016, en un comunicado, afirmaron que no estarían en disposición de desmovilizarse, en detrimento de los diálogos de paz de La Habana: «Hemos decidido no desmovilizarnos, continuaremos la lucha por la toma del poder por el pueblo y para el pueblo. Independientemente de la decisión que tome el resto de integrantes de la organización guerrillera. Respetamos la decisión de quienes desistan de la lucha armada, dejen las armas y se reincorporen a la vida civil, no los consideramos nuestros enemigos». En medio de la Décima Conferencia Guerrillera de las FARC-EP (la última que efectuaron como grupo alzado en armas), se aclaró que una parte de este frente es la que no se desmovilizó ni aceptará los Acuerdos de La Habana (60 hombres de los 110 que lo conformaban), que incluyen la entrega de armas a la ONU.
Durante una entrevista ocurrida en noviembre del 2020, Gentil Duarte clamo que su organización es "la resistencia armada de las FARC-EP", acusando la "prepotencia de Iván Márquez", con su participación en el los diálogos más como una estrategia política, sus diferencias con el ELN y la Segunda Marquetalia (las cuáles mencionan están compuestas por ex-miembros del ELN o EPL) y su opinión del narcoparamilitarismo, el cual lo ven como una un aliado del Ejército Nacional en lo que llaman "operaciones de contrainsurgencia".
Tras la muerte de Gentil Duarte, tomó el mando Iván Mordisco, quien anunció desde Caquetá las negociaciones de paz con el gobierno de Gustavo Petro, desde mayo de 2023. El "EMC-FARC" tiene una dirección colegiada conformada, en 2023, por Iván Mordisco del Frente 1, John Mechas del Bloque Magdalena Medio, Willy 10 del Frente 10 y Calarcá Córdoba del Frente Jorge Briceño.

#### Segunda Marquetalia
En 2019, aparece el grupo Segunda Marquetalia de los alias Iván Márquez, El Paisa, Romaña y Jesús Santrich, quienes volvieron a las armas con un grupo de antiguos comandantes de las extintas FARC-EP y buscan reunir a las demás disidencias para recuperar el proyecto político de la antigua guerrilla, debido a presuntos incumplimientos del gobierno con el acuerdo de paz (expulsados también del partido Fuerza Alternativa Revolucionaria del Común y de la Jurisdicción Especial de Paz), aunque la verdadera razón de sus deserciones sería la operación de entrampamiento entre la Fiscalía General de la Nación y la DEA buscando establecer vínculos entre estos con el narcotráfico después de la firma del acuerdo de paz. La mayoría de excombatientes de las FARC-EP siguen desmovilizados y reinsertados a la vida civil, pese al asesinato sistemático de líderes sociales y excombatientes de la guerrilla. Las disidencias de alias Gentil Duarte se negaron a unirse al "proyecto" de alias Iván Márquez y, por el contrario, le declararon la guerra a Segunda Marquetalia desde 2020.
Las autoridades mencionan que este grupo cuenta con una fusión entre reclutas colombianos y venezolanos con poco entrenamiento y adoctrinamiento político, pero comandados con cabecillas con experiencia militar, liderazgo y conexiones, teniendo vínculos con economías ilegales. Aun así esta disidencia esta lejos de poseer la influencia y las fuerzas de las FARC-EP llegaron a poseer, pero llegando a ganar influencias en municipalidades y regimientos. Estas disidencias también se pronuncian contra el asesinato de excombatientes, instándolos a unirse a las disidencias.
El grupo fue llamando peyorativamente como "Narcotalía", por el gobierno de Iván Duque, hasta señalarla como una artimaña de una disidencia con el gobierno venezolano, esto para combatir al estado colombiano. El grupo ha manifestado en varias ocasiones no estar relacionadas con el narcotráfico, acusación más común que las autoridades, siendo común en sus comunicados se reivindique aún como un movimiento político-militar.
En mayo de 2021 es abatido Jesús Santrich, aunque se desconoce el grupo que lo dio de baja. A comienzos de diciembre de 2021 caen muertos, en enfrentamientos contra disidencias de alias Gentil Duarte, alias El Paisa y alias Romaña en el Estado Apure (Venezuela). Se presume de la muerte de Iván Márquez en julio de 2023, producto de una atentado en su contra sufrido un año atrás en territorio venezolano, recibiendo atención médica presuntamente en un hospital de Caracas, permaneciendo en estado vegetativo debido a la gravedad de sus heridas sin posibilidad de recuperación; sin embargo, no ha sido posible confirmar su deceso al haber indicios que probablemente siga vivo.

#### Disidencias en Venezuela
Se registran los enfrentamientos de Apure de 2021, entre grupos de las disidencias de las FARC-EP y las Fuerza Armada Nacional Bolivariana (FANB), generando el desplazamiento de miles de venezolanos hacia Arauquita (Arauca). Emboscadas: 6 militares venezolanos muertos y se denuncian posibles masacres por parte de la FANB a la población civil haciéndolos pasar por guerrilleros de las disidencias de las FARC-EP.
Analistas políticos y militares de ambos países manifiestan que las acciones de la FANB tienen como único objetivo expulsar de territorio venezolano a las disidencias de alias Gentil Duarte, dejando claro que el gobierno de Nicolás Maduro sólo hará negocios y tratos con Segunda Marquetalia de los alias Iván Márquez y Jesús Santrich, este último abatido en mayo de 2021 en territorio venezolano.

#### FARC en Loreto
Las FARC en Loreto es un término paraguas para definir a la rama de simpatizantes y remanentes de las antiguas Fuerzas Armadas Revolucionarias de Colombia - Ejército del Pueblo (FARC-EP) en el departamento de Loreto, al oriente del Perú.
Las FARC en Loreto se dedican principalmente al cultivo y tráfico de drogas, desde el desarrollo de los acuerdos de paz entre el grupo guerrillero y el gobierno de Colombia en 2012-2016 las FARC en Loreto mantuvieron su autonomía y siguieron con sus actividades delictivas en suelo peruano.

## Delitos y financiación
Estos grupos han formado una forma de Estado paralelo en zonas rurales pobres que controlan. Gestionan litigios, como divorcios o robos, organizan obras públicas y gravan las actividades económicas. Prohíben la prostitución, el juego y el consumo de drogas.
- Cultivos de coca, cadena de producción, rutas de distribución y narcotráfico de cocaína.[71][72]
- Ataques con explosivos y hostigamientos contra la Fuerza Pública y población civil.[73][74][75]
- Desplazamiento forzado.[76]
- Asesinatos y atentados a líderes sociales.[77]
- Reclutamiento forzado, extorsiones y amenazas contra la población civil.[78]
- Atentados a infraestructura petrolera.[79]
- Secuestros.[80]
- Siembra de minas antipersonales.[81]
- Minería ilegal.[82]
- Deforestación.[83]

## Estructuras
| Estructura Mayor                                                               | Nombre de la Disidencia o GAOR | Departamentos | Miembros Notables | Notas |
| ------------------------------------------------------------------------------ | --- | --- | --- | --- |
| Estado Mayor Central                                                           | Estado Mayor CentralFrente 1 y 7. Frente Primero Armando Ríos Bloque suroriental Frentes 40 y 62 Estructura Séptima del Frente 1 | Guaviare, Caquetá, Vaupés, Meta y Putumayo.                                                                                                | Iván Mordisco. Néstor Gregorio Vera Fernández. Miguel Botache Santillana, alias Gentil Duarte, (muerto en Venezuela). Géner García Molina, alias John 40 Alias Jonnier (Abatido) Luis Alfonso Lizcano Gualdrón, alias Euclides Mora (Abatido) Miguel Díaz Sanmarín, alias Julian Chollo Mesías Salgado Aragón, alias Rodrigo Cadete (Abatido) Diego Camilo Beltrán Márquez, alias Alejandro Guevara (Capturado) Eulícer Hernández Fonseca, alias Alirio Matavaca, Jorge Eliécer Jiménez, alias Arturo o Jerónimo (Abatido). | En guerra contra el grupo Segunda Marquetalia. Algunas estructuras son aliadas del ELN y otras están en guerra (como el Frente 28). En marzo de 2021 son atacados por la FANB en Venezuela, indicando un posible desligamiento con el gobierno de Nicolás Maduro con el grupo de Gentíl Duarte. Se acogieron a las negociaciones de paz con el gobierno de Gustavo Petro. |
| Estado Mayor Central                                                           | Comando Coordinador de Occidente. Nuevo Sexto Frente y Frente Fuerza Unida Del Pacífico/Rafael Aguilera. Columnas Móviles Jaime Martínez, Dagoberto Ramos, Franco Benavides, Miller Perdomo y Jacobo Arenas. Frentes: Carlos Patiño, Ismael Ruiz y Rafael Aguilera. Manuel Marulanda Vélez | Cauca Occidente del Valle del Cauca, Sur del Tolima Nariño.                                                                                | Marlon Vásquez, Andrés Patiño y Esteban González Gerson Antonio Pérez Delgado, alias Caín (Fallecido) Fernando Israel Méndez Quitumbo, alias Indio Amansador (Capturado) Leider Johani Noscue, alias Mayimbú (Abatido). Germán López Llanos, alias El Renco' (Capturado) Alias Martín (Capturado) José Eliécer Ramírez Castaño, alias Bestia (Capturado) Edwin Collo Dagua, alias Guajiro (Capturado) Alexander Villada, alias Villada (Asesinado) Julián Martínez alias Chumbi                                             | Disputas territoriales con el ELN, la Segunda Marquetalia, Fuerza Pública y paramilitares en Cauca. |
| Estado Mayor Central                                                           | Frente 10 Martín Villa | Arauca (Colombia) y Estado Apure (Venezuela)                                                                                               | Jorge Eliécer Jiménez Martínez alias Arturo. (Abatido) | Responsables de la muerte en combate de alias El Paisa y alias Romaña, líderes de la Segunda Marquetalia. Desde comienzos de 2022 mantiene enfrentamientos con el ELN por control territorial Parte de estos militantes formaron parte de la guerra que libraron contra el ELN en Arauca entre 2004 y 2010.                                                               |
| Estado Mayor Central                                                           | Frente 28 José María Córdoba | Arauca, Casanare y Boyacá | Omar Pardo Galeano alias Antonio Medina | Responsables de la muerte en combate de alias El Paisa y alias Romaña, líderes de la Segunda Marquetalia. Desde comienzos de 2022 mantiene enfrentamientos con el ELN por control territorial Parte de estos militantes formaron parte de la guerra que libraron contra el ELN en Arauca entre 2004 y 2010.                                                               |
| Estado Mayor Central                                                           | Bloque Comandante Jorge Briceño Frentes 7, 40 y 62 y la compañía Miller Perdomo. | | Alias Danilo | Responsables de la muerte en combate de alias El Paisa y alias Romaña, líderes de la Segunda Marquetalia. Desde comienzos de 2022 mantiene enfrentamientos con el ELN por control territorial Parte de estos militantes formaron parte de la guerra que libraron contra el ELN en Arauca entre 2004 y 2010.                                                               |
| Estado Mayor Central                                                           | Frente Carolina Ramírez o Frente 48 | Putumayo y Caquetá | Alias Danilo Aldivizú. | En guerra con los Comandos de la Frontera |
| Estado Mayor Central                                                           | Frente Acacio Medina | Vichada y Guainía | | |
| Estado Mayor Central                                                           | Bloque Occidental Comandante Jacobo Arenas | Suroccidente colombiano | | |
| Estado Mayor Central                                                           | Bloque Amazonas | Caquetá, Meta Guaviare y Putumayo | | |
| Estado Mayor Central                                                           | Bloque del Magdalena Medio o Frente 33 Frente Mariscal Antonio José de Sucre | Norte de Santander | Javier Alonso Velosa García, alias Jhon Mechas Carlos Eduardo García, alias Andrey Avendaño. | Responsable del Atentado contra la Brigada Trigésima del Ejército Nacional ubicada en Cúcuta (Norte de Santander), y del ataque al helicóptero del presidente Iván Duque en 2021. En guerra con el ELN, que realiza los Ataques en el Catatumbo de 2025. |
| Estado Mayor Central                                                           | | Guaviare, Caquetá, Vaupés, Meta y Putumayo.                                                                                                | Alexánder Díaz Mendoza, alias Calarcá | En diálogos con el gobierno de Gustavo Petro. |
| Segunda Marquetalia                                                            | Segunda Marquetalia | Frontera con Venezuela por Vichada, Guainía y Arauca                                                                                       | Luciano Marín Arango, alias Iván Márquez Hernán Darío Velásquez, alias El Paisa. (Abatido) Seuxis Pausias Hernández, alias Jesús Santrich. (Abatido) Henry Castellanos Garzón, alias Romaña (Abatido) José Vicente Lesmes, alias Walter Mendoza José Manuel Sierra, alias Zarco Aldinever (Muerto en enfrentamientos con el ELN en Venezuela). Olivio Merchán, alias Loco Iván, (Abatido) Alberto Cruz Lobo, alias Enrique Marulanda Nelson Enrique Días, alias Iván Alí.                                                   | Anunciaron su retorno a las armas en 2019. En guerra contra el grupo de alias Gentil Duarte, ahora de alias Iván Mordisco. En negociaciones de paz y se acogieron al cese multilateral con el gobierno de Gustavo Petro. |
| Segunda Marquetalia                                                            | Frente 18 Román Ruiz Cacique Coyara y Frente 36 'Los de Cabuyo' | Antioquia y Córdoba | Ricardo Abel Ayala, alias Cabuyo. (Abatido). Erlinson Echavarría Escobar, alias Ramiro. | Anunciaron su retorno a las armas en 2019. En guerra contra el grupo de alias Gentil Duarte, ahora de alias Iván Mordisco. En negociaciones de paz y se acogieron al cese multilateral con el gobierno de Gustavo Petro. |
| Segunda Marquetalia                                                            | Comando Danilo García | Región del Catatumbo | | Anunciaron su retorno a las armas en 2019. En guerra contra el grupo de alias Gentil Duarte, ahora de alias Iván Mordisco. En negociaciones de paz y se acogieron al cese multilateral con el gobierno de Gustavo Petro. |
| Segunda Marquetalia                                                            | Frente Diomer Cortés | Cauca | Viyarmil Serna Andrade, alias Villa o El Viejo (Capturado). | Anunciaron su retorno a las armas en 2019. En guerra contra el grupo de alias Gentil Duarte, ahora de alias Iván Mordisco. En negociaciones de paz y se acogieron al cese multilateral con el gobierno de Gustavo Petro. |
| Segunda Marquetalia                                                            | Columna Móvil Teófilo Forero y la Unidad Oscar Mondragón | | | Anunciaron su retorno a las armas en 2019. En guerra contra el grupo de alias Gentil Duarte, ahora de alias Iván Mordisco. En negociaciones de paz y se acogieron al cese multilateral con el gobierno de Gustavo Petro. |
| Segunda Marquetalia                                                            | Columna Alfonso Cano, el frente Iván Ríos, y la Columna Móvil Ariel Aldana | Nariño | | Anunciaron su retorno a las armas en 2019. En guerra contra el grupo de alias Gentil Duarte, ahora de alias Iván Mordisco. En negociaciones de paz y se acogieron al cese multilateral con el gobierno de Gustavo Petro. |
| Segunda Marquetalia                                                            | Columna Vladimir Estiven | Sumapaz, Bogotá | | Anunciaron su retorno a las armas en 2019. En guerra contra el grupo de alias Gentil Duarte, ahora de alias Iván Mordisco. En negociaciones de paz y se acogieron al cese multilateral con el gobierno de Gustavo Petro. |
| Segunda Marquetalia                                                            | Frente 53 | Meta, Cundinamarca, Bogotá | | Anunciaron su retorno a las armas en 2019. En guerra contra el grupo de alias Gentil Duarte, ahora de alias Iván Mordisco. En negociaciones de paz y se acogieron al cese multilateral con el gobierno de Gustavo Petro. |
| Segunda Marquetalia                                                            | Unidad Jorge Briceño | Metá y Caquetá | Carlos Andrés Cortes Polanía, alias Fercho , Chirujas o Barbie (Abatido) alias Álvaro Boyaco (Capturado). | Anunciaron su retorno a las armas en 2019. En guerra contra el grupo de alias Gentil Duarte, ahora de alias Iván Mordisco. En negociaciones de paz y se acogieron al cese multilateral con el gobierno de Gustavo Petro. |
| Segunda Marquetalia                                                            | Frente Oliver Sinisterra (Antiguo nombre) Bloque Occidental Alfonso Cano (Nuevo nombre) | Nariño y frontera con Ecuador | Walter Patricio Arizala, alias Guacho (Abatido) Alias Andres (al servicio del Estado Mayor Central) Carlos Arturo Landázuri, alias Comandante Gringo o Fabian (al servicio de Segunda Marquetalia) (Capturado) | Anunciaron su retorno a las armas en 2019. En guerra contra el grupo de alias Gentil Duarte, ahora de alias Iván Mordisco. En negociaciones de paz y se acogieron al cese multilateral con el gobierno de Gustavo Petro. |
| Segunda Marquetalia                                                            | Bloque Martín Caballero | Región Caribe y el Magdalena Medio | | Anunciaron su retorno a las armas en 2019. En guerra contra el grupo de alias Gentil Duarte, ahora de alias Iván Mordisco. En negociaciones de paz y se acogieron al cese multilateral con el gobierno de Gustavo Petro. |
| Frente 48 Guerrilla Sinaloa (más tarde conocidos como Comandos de la Frontera) | Putumayo Caquetá | Abel Antonio Loaiza Quiñonez, alias Azul, (Capturado). José Luis Carvajal López, alias Jhiovany Giovanny Andrés Rojas, alias Andrés Araña. | Aliados de la Segunda Marquetalia. | |
| Frente 16                                                                      | Meta | Alias Maicol, (Capturado). | | |
| Frente 41 Cacique Upar                                                         | Región Caribe | | | |
| Frente de Milicias Territoriales Miller Perdomo                                | | | | |
| Guerrillas Unidas del Pacífico                                                 | Nariño | Héctor Segura Palacios, alias David (Abatido) Alias Borojo (abatido)                                                                       | | |
| Gente del Orden                                                                | Nariño | | Estaría enfrentándose contra el ELN por el control de la zona. | |
| Frente 30 y 34                                                                 | Chocó | | Combates con el ELN por el control del territorio. | |
| Frente 49                                                                      | Caquetá | Yilber Donaldo García López Tocayo Guaraca (Capturado)                                                                                     | | |
| Milicias Bolivarianas de Bogotá                                                | Bogotá | Desconocido | | |
| Farc en Loreto                                                                 | Loreto (Perú) | Wilmer el Burro | Aliados con el CBMR | |